# Roucourt
Roucourt är en kommun i departementet Nord i regionen Hauts-de-France i norra Frankrike. Kommunen ligger i kantonen Douai-Sud som tillhör arrondissementet Douai. År 2022 hade Roucourt 456 invånare.

## Befolkningsutveckling
Antalet invånare i kommunen Roucourt
| Referens: INSEE |